# Nahal Oz
Nahal Oz (Hebreeuws: נחל עוז) is een kibboets in Israël. De kibboets ligt dicht bij de Gazastrook aan de weg naar Beër Sjeva. In Nahal Oz leven ongeveer 300 mensen.
Nahal Oz is gesticht in 1953 door een groep Israëlische soldaten uit Haifa, Tel Aviv en Rehovot. Deze soldaten dienden in de Nahalbrigade, vandaar de naam Nahal Oz.
Omdat de kibboets naast de Gazastrook ligt is de kibboets verscheidene malen vanuit Gaza onder vuur gekomen. Ook liggen er landmijnen in de velden van Nahal Oz. Dit heeft in de loop der tijd vier kibboetsleden het leven gekost.
De belangrijkste commerciële activiteiten van de nederzetting zijn het kweken van groente en fruit (onder andere meloenen, avocado's, aardappels en sinaasappels), het verbouwen van katoen en het houden van kippen en koeien.
Op 7 oktober 2023 was Nahal Oz een van de Israëlische nederzettingen rond de Gazastrook die werden overvallen door Hamas-strijders.
Door snel ingrijpen van een eenheid van de grenspolitie overleefden de meeste aanwezigen de aanval. Twaalf van de ca. 290 bewoners werden vermoord en vijf ontvoerd. In de nabijheid van de kibboets werden 53 Israëlische soldaten gedood en zeven ontvoerd.